# すまいるスクール

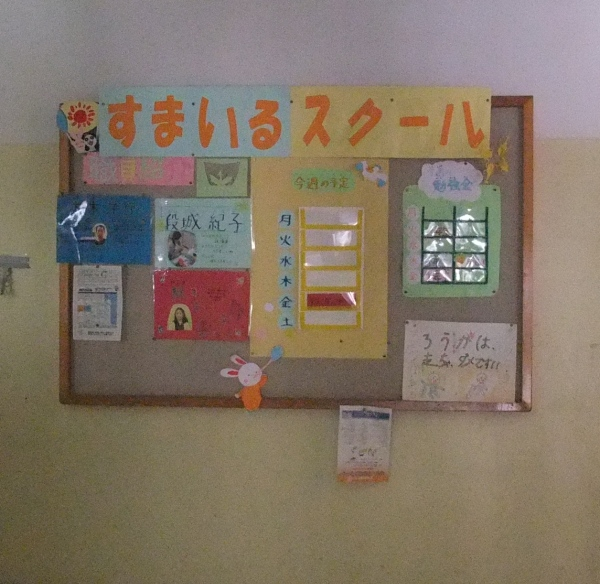
すまいるスクール伊藤の入り口

すまいるスクールとは、東京都品川区の学童保育施設。区立小学校の空き教室を活用している。

## 概要
学童保育施設を児童センター名で運用を行っていた品川区が、少子化にともなう区立小学校の空き教室を改築し、その機能を移した施設。児童センター施設はそのまま残し、児童・幼児・乳児を中心とした地域の交流施設として運用している。一部の児童センターは、「TEEN'S PLAZA」と称し中学生・高校生対応の児童センターとなっている。
授業の終了後、校舎を出ずにそのまま「すまいるスクール」へと向かうことができるので、一度校外へ出る児童センターに比較すると安全である。延長利用の場合、希望があれば管理栄養士による献立の間食が提供される。
職員は小学校の職員ではなく、すまいるスクール専属の職員が配置されている。
文部科学省放課後子ども教室推進表彰を2年連続受賞している。2008年（平成20年）度は、すまいるスクール第二延山、2009年（平成21年）度は、すまいるスクール伊藤学園。

## 保育内容
基本的には、帰宅時間まで好きな遊びをして過ごす。個別学習教室もあるので自主的に勉強できる環境も整えている。また、学年ごとの「勉強会」もあり、教員免許を所持する指導員が担当する。「英会話」、「パソコン」、「手話」などの各教室も定期的に開催され、指導には地域ボランティアが協力している。
地域行事や、高齢者施設、地域貢献活動、保育園や幼稚園、地域活動課との連携で文化財散策など合同行事等の活動も行う。

## 施設
品川区立の小学校全てで実施されている。名称は「すまいるスクール○○○」であり、○○○に校名が入る。

## 大学との提携
大学の学生がすまいるスクールで子供たちを指導することで、大学の授業の一環として単位取得が可能とする提携も行なわれている。2010年（平成22年）6月16日に清泉女子大学と品川区で協定書を調印し、2011年（平成23年）6月8日には立正大学と品川区の間で協定書を調印した。